# Танжерин
Танжери́н (лат. Citrus tangerina) — цитрусовое растение, может рассматриваться как самостоятельный вид, либо как разновидность мандарина (Citrus reticulata), или его синоним. Так же называют его плод.

## Происхождение
Танжерин происходит из Танжера (город в Марокко, когда-то древняя мавританская крепость), по нему и назван. (Слово tangerine как прилагательное означает «танжерский», «из Танжера».)

## Культивирование
Выращивается в больших масштабах в Китае, где является самой выращиваемой цитрусовой культурой. Также культивируется в Индии, в Средиземноморье и в США во Флориде. Урожайность высокая.

## Внешний вид и строение плода
Плоды небольшие. Цвет оранжево-красный. Кожица тонкая. Кожица снимается легко. Внутри семена, но их немного.

## Пищевая ценность
Плоды сладкие на вкус. В пищу употребляются как цельные плоды, так и выжатый сок.
Как и в других видах мандарина, в плодах много сахара (до 10,5 %), витамины C, B1, B2, провитамин A, свободные органические кислоты, фитонциды, лектиновые вещества, минеральные соли. Корка содержит тангеретин — биоактивный флавоноид,  который обладает значительной антиоксидантной, противораковой и противовоспалительной активностью.
Плоды прекрасно сохраняют витамин C при долгом хранении. Как и другие разновидности мандаринов, танжерин созревает в ноябре—декабре, поэтому зимой может быть источником витаминов для живущих в северном полушарии.